# غراي غوردون
غراي غوردون (بالإنجليزية: Gray Gordon)‏ هو موسيقي أمريكي، ولد في 4 مايو 1904 في فري بورت في الولايات المتحدة، وتوفي في 18 يوليو 1976 في نيويورك في الولايات المتحدة بسبب سرطان.